# Monahseetah
Monahseetah o Mo-nah-see-tah  (en cheyenne, Hierba de primavera; c. 1850-1922) también conocida como Me-o-tzi, era la hija del jefe cheyenne Little Rock. Su padre murió el 28 de noviembre de 1868 en la batalla del río Washita, cuando el campamento del jefe Tetera Negra, del que Little Rock era miembro, fue atacado por el 7.ª de Caballería de los EE. UU. bajo el mando del teniente coronel George Armstrong Custer. Mo-nah-se-tah estaba entre las 53 mujeres y niños cheyennes tomados cautivos después de la batalla.
Según el capitán Frederick Benteen, el jefe de exploradores Ben Clark y la historia oral cheyenne, Custer "cohabitó" con la adolescente Mo-nah-se-tah durante el invierno y principios de la primavera de 1868-1869 después de que ella y muchas otras mujeres cheyennes del sur fueran capturadas por el ejército en Washita. Mo-nah-se-tah dio a luz un niño en enero de 1869, dos meses después de Washita; la historia oral cheyenne afirma que más tarde tuvo un segundo hijo, engendrado por Custer, a fines de 1869. Sin embargo, Custer aparentemente se había vuelto estéril después de contraer una enfermedad venérea siendo cadete en West Point, lo que llevó a algunos historiadores a creer que el padre era en realidad su hermano Thomas.

## Batalla de Washita
Al amanecer del 27 de noviembre de 1868, el 7.º Regimiento de Caballería de los EE. UU., bajo el mando del teniente coronel George Custer, atacó un campamento cheyenne de 51 tiendas en el río Washita, en el Territorio Indio (actual Oklahoma). Las tropas de Custer pudieron tomar el control de la aldea rápidamente, pero les llevó más tiempo sofocar toda la resistencia restante. Mujeres y niños murieron, como Custer reconoció en su informe de la batalla, y se ordenó a las tropas que llevaran a las otras mujeres y niños que habían sido capturados a un albergue designado en el pueblo para mantenerlos bajo vigilancia mientras continuaba la batalla. Uno de los exploradores, Rafael Romero, fue enviado para asegurar a las mujeres y niños que habían permanecido en sus tiendas durante el ataque, que no sufrirían daño. Un total de cincuenta y tres mujeres y niños fueron hechos prisioneros. Hay evidencia creíble de que, después del ataque, Custer y sus hombres agredieron indecentemente a las cautivas. Un historiador escribe: "Había un dicho entre los soldados de la frontera occidental, un dicho que Custer y sus oficiales podían respaldar de todo corazón: "Las mujeres indias son violadas fácilmente".

## Relato de White Cow Bull (Lakota)
En 1938, Joseph White Cow Bull, un lakota oglala veterano de la Batalla de Little Bighorn, acompañó a David Humphreys Miller al campo de batalla y le contó sus recuerdos del enfrentamiento: Entre sus recuerdos: 

"Mientras estábamos juntos en este pueblo [a orillas del río Little Bighorn ], pasé la mayor parte del tiempo con los Shahiyela [Cheyennes], ya que conocía su lengua y sus costumbres casi tan bien como las mías. En todos esos años nunca había tomado esposa, aunque había tenido muchas mujeres. Una mujer que yo deseaba era una joven y bonita shahiyela llamada Monahseetah, o Meotxi como yo la llamaba. Ella tenía veinticinco años pero nunca se había casado con ningún hombre de su tribu. Algunos de mis amigos shahiyela dijeron que ella era de la rama sur de su tribu, que simplemente estaba de visita en el norte, y dijeron que ningún shahiyela podía casarse con ella porque tenía un hijo de siete años nacido fuera del matrimonio y que la ley tribal le prohibía casarse. Dijeron que el padre del niño había sido un jefe soldado blanco llamado Cabello Largo; él había asesinado a su padre, el jefe Tetera Negra [sic], en una batalla en el sur [Batalla de Washita] ocho inviernos antes, dijeron, y la capturaron. Él le había dicho que quería convertirla en su segunda esposa, y así lo hizo. Pero después de un tiempo su primera esposa, una mujer blanca, la descubrió y lo obligó a dejarla ir".

Miller le preguntó a White Cow Bull: "¿Este chico todavía estaba con ella aquí?" y White Cow Bull respondió:

"Sí, lo vi a menudo en el campamento shahiyela. Se llamaba Pájaro Amarillo y tenía mechas claras en el pelo. Él siempre estaba con su madre durante el día, así que tenía que esperar hasta la noche para intentar hablar con ella a solas. Ella sabía que yo quería caminar con ella bajo una manta de cortejo y convertirla en mi esposa. Pero ella sólo hablaba conmigo a través de la cubierta del tipi y nunca salía".